# Adolf Kamphausen

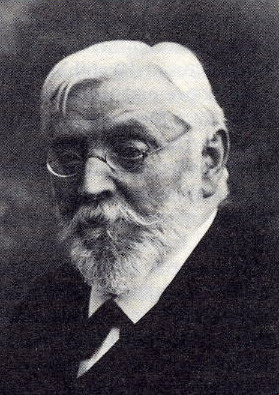
Adolf Kamphausen

Adolf Hermann Heinrich Kamphausen (* 10. September 1829 in Solingen; † 13. September 1909 in Bonn) war ein deutscher evangelischer Theologe (Alttestamentler).
 	
Nach Besuch des Gymnasiums in Elberfeld (1844–1849) und Abitur daselbst studierte Kamphausen Theologie, wurde 1855 zum Lizentiaten promoviert und habilitierte sich. Von 1855 bis 1859 war er in Heidelberg, wo er lehrte und Christian Karl Josias von Bunsen bei seinem Bibelwerk unterstützte. Ab 1863 war er zunächst außerordentlicher, ab 1868 ordentlicher Professor an der Universität Bonn. 1893/94 amtierte er als Rektor der Universität.

## Werke
- Das Lied Moses (1862)
- Die Hagiographen des alten Bundes übersetzt (1868)
- Das Buch Daniel und die neuere Geschichtsforschung (1893)
- Die berichtigte Lutherbibel (1894)
- Das Verhältnis des Menschenopfers zur israelitischen Religion (1898)
- The Book of Daniel